# Gonna Tell Everybody

## Gonna Tell Everybody
Sencillo De Christina Milian
Del Álbum So Amazin'
Realizado:	2006
Formato:	Descarga digital/CD single
Grabado:	2005
Género:	R&B
Duración:	4:20
Sello discográfico	Island / Def Jam
Escritores:	Christina Milian/P. Hurr/J. Jenkins/A. Lyon/Bunny Sigler/J. Sullivan/M. Valenzano
Productores:	Cool & Dre
Gonna Tell Everybody es el segundo y último sencillo del tercer álbum de estudio de Christina Milian. Originalmente estaba planeado que el sencillo tuviera un videoclip, pero debido a su rompimiento con Island Def Jam Records este nunca fue grabado. Se rumoreó también que el tema Who’s Gonna Ride del álbum So Amazin' también tendría un video pero no se llevó a cabo. Ambas canciones tienen un mismo mensaje en común: el engaño de un novio. En una entrevista en TRL Milian dijo que Who’s Gonna Ride fue escrita después del rompimiento con su exnovio Nick Cannon. Antes de lanzar Say I, Milian había presentado este temas en CD: USA y en The Today Show en vivo. Se rumoreó que este sería el primer sencillo antes de que Say I se realizara.
Milian declaró que incluyó Gonna Tell Everybody ya al finalizar la grabación de su tercer álbum y pensó que sería un buen tema para lanzarlo como sencillo. Se rumora que la cubierta de Best Of Christina Milian es en realidad la cubierta del sencillo Gonna Tell Everybody antes de la cancelación del sencillo.
- Datos: Q5882672